# Казе Кавики (Терамо)
Казе Кавики (итал. Case Cavicchi) је насеље у Италији у округу Терамо, региону Абруцо.
Према процени из 2011. у насељу је живело 28 становника. Насеље се налази на надморској висини од 103 м.